# Бурдур
Бурдур (також Білдур) — місто у Південно-Західній Анатолії. Центр ілу Бурдур у Туреччині. Поруч з містом знаходиться озеро Бурдур. Населення у 2007 — 67 097

## Історія
Антична історія
Хоча існують докази проживання в провінції, що датуються 6500 роком до н.е., найдавніші ознаки проживання в самому місті відносяться до ранньої бронзової доби. Артефакти цього періоду були знайдені на місці сучасного залізничного вокзалу. У давнину ця територія входила до складу регіону Пісідія. Існує припущення, що місто Бурдур кілька разів змінювало своє місце розташування; стародавнє місто Лімномбрія ("Озерне місто") було ближче до озера Бурдур, ніж сучасне місто. Відомо, що у візантійську епоху місто існувало під назвою Полідоріон (грец. Πολυδώριον), від якої походить сучасна назва. До наших днів не збереглося жодних залишків Полідоріону. Бурдур може також займати місце міста під назвою Преторія.
Турецьке поселення та Гаміди
Історія міського розвитку Бурдура зазвичай починається з турецького поселення після перемоги сельджуків у битві біля Манцикерта в 1071 році. Наприкінці 11 століття плем'я турків-огузів Кинали захопило територію Бурдура й оселилося там. Турки стали більшістю населення району після 1211 року, заснувавши низку сіл на додаток до розширення міста. Перше турецьке поселення було в місцевості, відомій під назвою Хамам Бенді, яка була нижчою за сучасне місто, але знаходилася далі від озера, ніж стародавнє місто Лімномбрія. 
За 25 км від міста знайдена стоянка стародавніх людей Хаджилар.